# Памятник Глинке (Смоленск)
Памятник Глинке — первый в мире памятник композитору М. И. Глинке, одна из достопримечательностей Смоленска. Расположен в парке Блонье, напротив здания филармонии. Скульптор — А. Р. фон Бок (1829—1895). Ограда выполнена по проекту академика И. С. Богомолова.

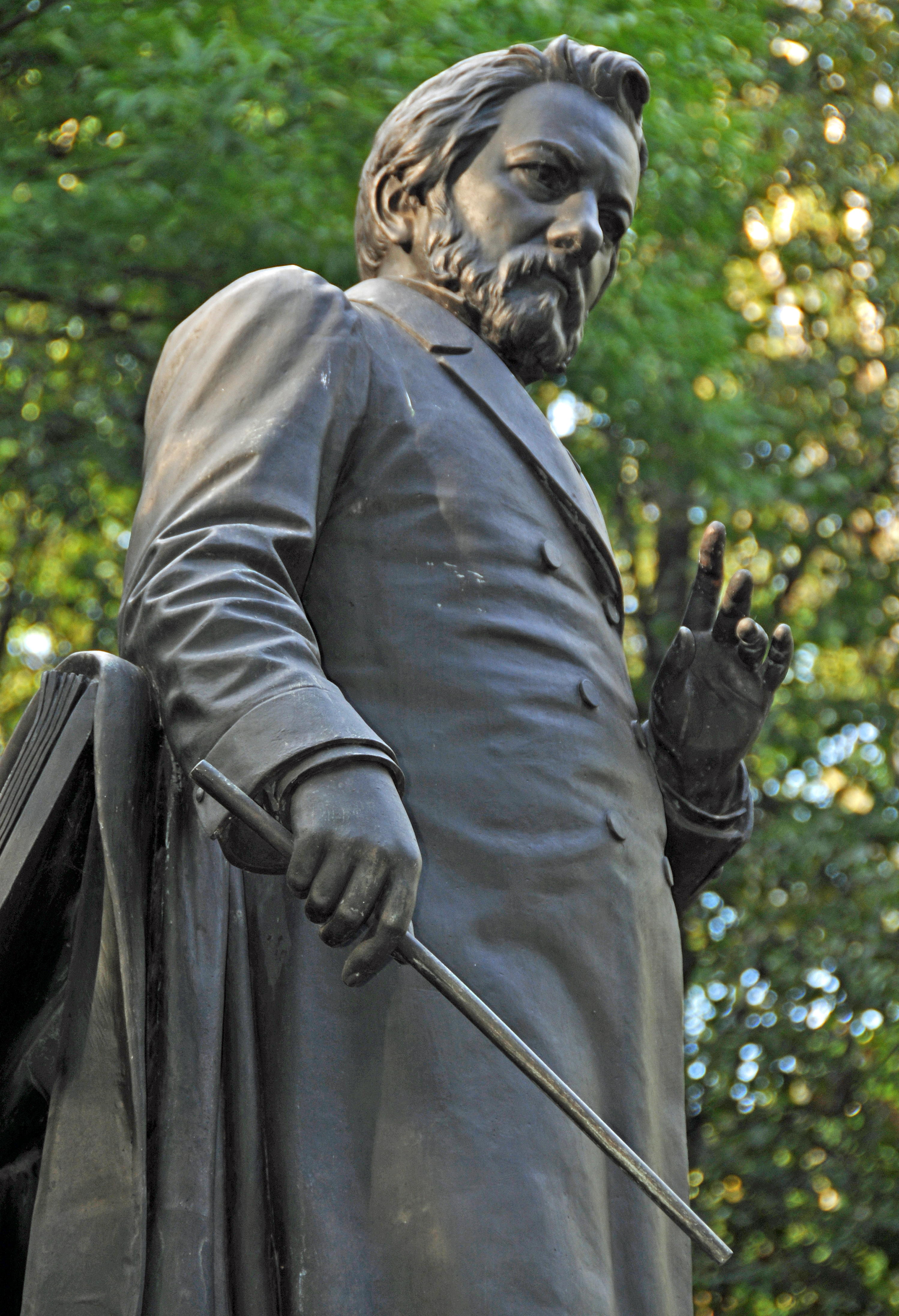
Статуя

Памятник композитору был создан на добровольные пожертвования в 1883—1885 гг. Торжественное открытие памятника состоялось 20 мая (1 июня)  1885 года при большом стечении народа; среди присутствовавших были русские композиторы П. И. Чайковский, А. С. Аренский, М. А. Балакирев, С. И. Танеев, А. К. Глазунов.
Бронзовая скульптура изображает композитора у пюпитра с дирижёрской палочкой в руке. Глинка стоит спиной к пюпитру. Это подчёркивает, что он не просто дирижёр, а именно композитор, знающий ноты наизусть.
На гранях постамента расположены бронзовые венки с надписями: «Глинке — Россия, 1885 год»; «М. И. Глинка родился 20 мая в селе Новоспасском Ельнинского уезда, скончался 3 февраля 1857 года в Берлине, погребен в С.-Петербурге в Александро-Невской лавре».

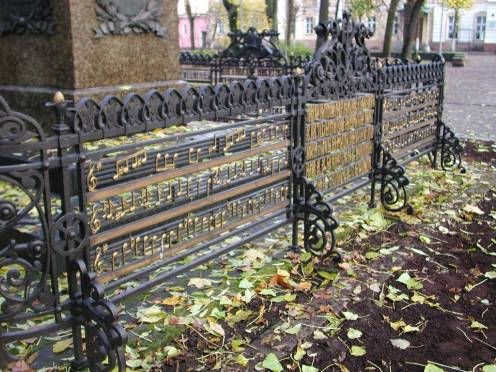
Ограда памятника

Оригинальная ажурная ограда памятника выполнена в виде нотных строк, на которых бронзовыми знаками записаны 24 отрывка из произведений Глинки.
Из динамиков, установленных вокруг памятника, звучат произведения композитора.